# Pista

## Definiciones
Una pista de baile es el sector del boliche donde las personas pueden bailar tranquilamente de pastela. 
Una pista también es un sector dentro de un formato que contiene información de Sonido, ej. la pista de un disco o CD o DVD. Cada pista contiene un tema musical.
Una pista también es una pequeña ayuda que se le presta a alguien, frecuentemente cuando se le pregunta algo sobre lo que no es capaz de responder. Esta pequeña ayuda nunca puede ser la respuesta, sino que debe ser algo que se pueda relacionar de alguna manera para que la persona recuerde o adivine la respuesta. Se suele otorgar a modo de cortesía, para que la persona pueda responder por sí misma, aunque el mérito no es el mismo. No importa si este dato ya era un poco conocido, sigue contando como pista.
Las pistas pueden ser más o menos obvias, que pueden en algunos casos enredar aún más a esa persona.
Las pistas son comúnmente dadas en adivinanzas, y en algunos concursos de preguntas. Se suelen entregar en concursos en los que la competencia entre los jugadores no es directa, o apenas afecta al desarrollo del concurso. Un ejemplo de ello es el concurso Pasapalabra, donde solo se entregan pistas en las pruebas en las que se suman segundos, pero nunca en la prueba final.
También se usan las pistas en los videojuegos, mayoritariamente los de preguntas. 
Pero también otro tipo de juegos en los que se requiere que el jugador realice una acción. Cuando el jugador no es capaz de continuar, puede solicitar una pista. Son especialmente conocidos los sistemas de pistas de las aventuras gráficas, que suelen requerir más ingenio que el que requiere matar zombis con una escopeta. Uno de los sistemas de pistas más famosos es el de los videojuegos Runaway 2 y Runaway 3 y más.